# Kosovarische Fußballnationalmannschaft (U-19-Junioren)
Die kosovarische U-19 Fußballauswahl ist eine Jugendmannschaft (bis zum 19. Lebensjahr) der FFK. Trainer der U-19 Fußballnationalmannschaft ist der Kosovo-Albaner Ramiz Krasniqi.
Das erste Spiel fand am 4. Juni 2010 im Selman-Stërmasi-Stadion gegen Albanien statt. Die U-19 Kosovos unterlag der U19 Albaniens in diesem Spiel 1:2.  Das zweite Spiel fand am 7. Juni 2010, ebenfalls gegen Albanien, im Agron Rama-Stadion statt, man trennte sich 1:1 unentschieden.

## Turnierbilanz Europameisterschaft
Die Mannschaft nahm erstmals nach dem UEFA-Beitritt an der Qualifikation für die U-19-EM 2018 teil und erreichte die Eliterunde, schied dort aber aus. Danach kam das Aus immer bereits in der ersten Runde.
| 2018 | Nicht qualifiziert (in der Eliterunde gescheitert)                                               |
| 2019 | Nicht qualifiziert                                                                               |
| 2020 | Meisterschaft wegen COVID-19-Pandemie abgesagt (nicht für die abgesagte Eliterunde qualifiziert) |
| 2022 | Nicht qualifiziert                                                                               |

| Bilanz     | Bilanz | Bilanz | Bilanz | Bilanz      | Bilanz | Bilanz    | Bilanz       |
| Runde      | Spiele | Siege  | Remis  | Niederlagen | Tore   | Gegentore | Tordifferenz |
| ---------- | ------ | ------ | ------ | ----------- | ------ | --------- | ------------ |
| 1. Runde   | 12     | 2      | 3      | 07          | 08     | 20        | −12          |
| Eliterunde | 03     | 1      | 0      | 2           | 02     | 09        | 0−7          |
| Gesamt     | 15     | 3      | 3      | 9           | 10     | 29        | −19          |